# Castració química

Paroxetina, un dels fàrmacs emprats en la castració química

La castració química és un terme utilitzat per descriure els medicaments destinats a reduir la libido i a reduir l'activitat sexual, generalment, per impedir que els violadors, pederastes i altres delinqüents sexuals, reincideixin.

## Concepte
A diferència de la castració quirúrgica (quan s'eliminen els testicles o els ovaris), a la castració química no s'ocasiona un canvi físic permanent al cos ja que no és una forma d'esterilització sinó que s'administren diferents medicaments, per exemple Depo Provera. La Depo Provera és un progestagen aprovat per la FDA per al control de la natalitat, que sufoca la conducta sexual dels delinqüents sexuals per mitjà de la reducció dels nivells de testosterona en els homes en disminuir els nivells d'andrògens al torrent sanguini. En teoria, això redueix les fantasies sexuals compulsives d'alguns tipus de delinqüents sexuals. Els efectes secundaris de la droga han estat rars i es creu que són totalment reversibles amb la interrupció del tractament.
A part d'aixó, antidepressius ISRS, com ara la Paroxetina, Fluoxetina i Sertralina, també poden ser utilitzats, ja que són ben coneguts per causar disfunció sexual en els usuaris. No obstant això, en ser només un efecte secundari del fàrmac, el seu efecte com a castrador químic és qüestionat. Un cop deixa de prendre el fàrmac, el subjecte torna a recuperar els nivells normals de testosterona en qüestió d'un mes i fins i tot en terminis menors, addicionalment l'organisme tendeix a acostumar-se al fàrmac, perdent la seva efectivitat completament
Aquest tipus de tractaments han estat utilitzats des de fa temps per reduir libido d' agressors sexuals, la incapacitat dels quals per controlar les seves pulsions, els condueix a repetir conductes sexuals que perjudiquen a tercers. La castració química com a mètode terapèutic ha estat i és molt polèmica. A causa de la demanda pública per reduir el nombre de delictes sexuals, ha estat proposada com una alternativa reversible, incruenta i amb menys efectes col·laterals que la castració quirúrgica. A més, els estudis realitzats no aconsegueixen confirmar que la castració quirúrgica resulti un mètode eficaç en la lluita contra els agressors sexuals, perquè, encara en cas d'extirpació dels òrgans sexuals, moltes agressions sexuals comporten molt més que la utilització dels mateixos, així que aquestes conductes no es veurien afectades, a més que la libido no pateix una atenuació significativa i les recidives són molt freqüents. Aquests estudis van ser possibles perquè des de 1929 fins a 1959, milers d'homes van ser castrats quirúrgicament a diversos països europeus com a part de les seves condemnes per agressió sexual (tot i que en molts casos les condemnes eren per relacions homosexuals consentides, atès que aquestes també eren il·legals aleshores). D'altra banda, en investigacions recents sobre delinqüents sexuals castrats quirúrgicament, es va comprovar que molts continuaven amb les seves pràctiques i desitjos sexuals, i fins i tot alguns violadors eren més actius després de la seva castració.
Tots aquests estudis van tenir com a conseqüència que la castració, sigui quirúrgica o química, hagi estat abandonada com a mètode acceptable de tractament a la majoria dels països.
Tot i això, altres estudis suggereixen que, si la castració química és acompanyada pel tractament psicològic, es redueix notablement la taxa de reincidència. Alguns programes de castració química més teràpia psicològica, juntes, proven ser eficaços en pederastes intrafamiliars i en exhibicionistes, encara que no en violadors. És per això que els fàrmacs poques vegades són considerats efectius per si mateixos i són administrats com a complement del tractament psicològic, tractament orientat a dotar els agressors de les habilitats necessàries per reconduir la seva conducta evitant les reincidència. La medicació sol servir per facilitar la implicació eficaç del pacient en el tractament psicològic.
La castració química amb medicaments antiandrògens comporta un risc per a la salut del pacient, per la qual cosa el tractament només pot ser administrat sota estricta supervisió mèdica, i un seguiment estret i assessorament dins d'un pla de tractament integral. Aquests medicaments mai no han de ser utilitzats com a únic mètode de tractament i l'agressor sexual ha de participar en simultani en un tractament cognitiu-conductual dissenyat per abordar altres aspectes de la conducta desviada, a més dels interessos sexuals.

## Castració química per països

### Estats Units
Almenys set estats als Estats Units (Alabama, Califòrnia, Florida, Geòrgia, Texas, Louisiana i Montana) han experimentat amb la legislació sobre castració química, d'acord amb Jeffrey Kirchmeier.
Califòrnia va ser el primer Estat que va fer servir la castració química com una pena per als delinqüents sexuals. En els casos en què la víctima és menor de 13 anys, els jutges a Califòrnia poden exigir als delinqüents primaris a sotmetre's a la castració química. Després d´un segon delicte, el tractament és obligatori.
A Iowa i Florida, els infractors poden ser condemnats a la castració química en tots els casos que involucrin greus delictes sexuals. Com a Califòrnia, el tractament és obligatori després d'un segon delicte. El governador de Louisiana, Bobby Jindal, va signar el projecte 144 del Senat del 25 de juny de 2008, que permet als jutges de Louisiana condemnar els violadors amb la castració química.
El senat d'Alabama ha aprovat al juny del 2019 un projecte de llei de castració química que serà obligatòria perquè pederastes puguin sortir de la presó després de complir condemna.

### Colòmbia
El 13 de setembre de 2012 es va radicar un projecte de llei per part del senador Roy Barreras, que proposa que en alguns casos se sotmeti el violador a la castració química per evitar que segueixi cometent aquest delicte.

### Perú
El 17 de maig de 2018, el congrés del Perú va començar a debatre sobre aquest tema tot esperant aprovar la castració química com a mesura complementària per als violadors i pederastes. Encara aquest decret només està aprovat en primera instància.